# Giovanni da Colonia (architetto)
Giovanni da Colonia (Colonia, 1410 circa – 3 agosto 1481) è stato un architetto tedesco.
Ha lavorato alla cattedrale di Burgos.